# Walter Ayala
Walter Ayala Gonzales (20 de julio de 1971) es un abogado peruano. Fue ministro de Defensa del Perú desde el 29 de julio hasta el 15 de noviembre de 2021.

## Biografía
Nació en Lima. Es egresado de derecho de la Universidad Inca Garcilaso de la Vega, posteriormente hizo una maestría en derecho civil y comercial y un doctorado en derecho en la Universidad Federico Villarreal.
Ayala ha trabajado en la Policía Nacional del Perú, también en el Poder Judicial hasta 2017 y también fue presidente del comité de ética del Colegio de Abogados de Lima, donde fue destituido de su cargo en 2019.

## Ministro de Defensa
El 29 de julio de 2021, fue nombrado ministro de Defensa del Perú en el gobierno de Pedro Castillo. Renunció al cargo de forma irrevocable el 14 de noviembre de 2021. Al día siguiente el presidente Pedro Castillo aceptó su dimisión.